# Селакова Пољана
Селакова Пољана је насељено место на Кордуну, у саставу општине Војнић, Карловачка жупанија, Република Хрватска.

## Историја
Селакова Пољана се од распада Југославије до августа 1995. године налазила у Републици Српској Крајини.

## Становништво
Селакова Пољана према попису из 2011. године није имала становника.

### Број становника по пописима
| Националност   | 2001. | 1991. | 1981. | 1971. | 1961. | 1953. | 1948. | 1931. | 1921. | 1910. | 1900. | 1890. | 1880. | 1869. | 1857. |
| бр. становника | 0     | 9     | 16    | 27    | 66    | 62    | 49    | 101   | 176   | 140   | 80    | 70    | 61    | 62    | 55    |

- напомене:

У 1857. и 1869. исказивано под именом Пољана. У 2001. без становника.

### Национални састав
| Националност       | 2001. | 1991.    | 1981.     | 1971.       | 1961.       |
| Срби               | 0     | 9 (100%) | 16 (100%) | 23 (85,18%) | 65 (98,48%) |
| Хрвати             | 0     | 0        | 0         | 2 (7,40%)   | 1 (1,51%)   |
| Југословени        | 0     | 0        | 0         | 2 (7,40%)   | 0           |
| остали и непознато | 0     | 0        | 0         | 0           | 0           |
| Укупно             | 0     | 9        | 16        | 27          | 66          |